# Чемпионат России по плаванию 2012
Открытый чемпионат России по плаванию 2012 года прошёл с 17 по 22 апреля в СК «Олимпийский», Москва.
Соревнование было отборочным на чемпионат Европы в Дебрецене (21-27 мая) и Олимпийские игры в Лондоне (27 июля — 12 августа).

## Призёры

### Мужчины
| Дистанция                         | Золото | Золото   | Серебро | Серебро  | Бронза | Бронза   |
| --------------------------------- | --- | -------- | --- | -------- | --- | -------- |
| 50 м вольным стилем               | Андрей Гречин Санкт-Петербург — Алтайский край                                                                 | 21.82    | Сергей Фесиков ЯНАО — Пензенская область                                                                                       | 22.05    | Владимир Морозов Волгоградская область                                                                           | 22.06    |
| 100 м вольным стилем              | Данила Изотов Краснодарский край                                                                               | 48.27    | Никита Лобинцев Московская обл. — Свердловская обл.                                                                            | 48.39    | Андрей Гречин Санкт-Петербург — Алтайский край                                                                   | 48.44    |
| 200 м вольным стилем              | Данила Изотов Краснодарский край                                                                               | 1:46.56  | Евгений Лагунов Архангельская обл. — С.-Петербург                                                                              | 1:47.47  | Артём Лобузов Москва                                                                                             | 1:47.53  |
| 400 м вольным стилем              | Егор Дегтярёв Москва                                                                                           | 3:48.94  | Евгений Куликов Москва | 3:50.80  | Александр Селин Москва                                                                                           | 3:51.58  |
| 800 м вольным стилем              | Николай Булахов Волгоградская область                                                                          | 8:08.10  | Евгений Елисеев Москва | 8:10.43  | Дмитрий Боканхель Волгоградская область                                                                          | 8:10.70  |
| 1500 м вольным стилем             | Евгений Куликов Москва                                                                                         | 15:16.19 | Сергей Большаков Московская обл. — Удмуртия                                                                                    | 15:26.49 | Николай Булахов Волгоградская область                                                                            | 15:31.07 |
|                                   | |          | |          | |          |
| 50 м на спине                     | Антон Бутымов Краснодарский край                                                                               | 1:46.56  | Сергей Маков Омская область — Алтайский край                                                                                   | 25.47    | Виталий Мельников Москва                                                                                         | 25.59    |
| 100 м на спине                    | Аркадий Вятчанин Ростовская область                                                                            | 53.91    | Владимир Морозов Волгоградская область                                                                                         | 53.93    | Виталий Борисов Пензенская область                                                                               | 54.80    |
| 200 м на спине                    | Аркадий Вятчанин Ростовская область                                                                            | 1:57.42  | Антон Анчин Башкортостан | 1:58.12  | Виталий Борисов Пензенская область                                                                               | 2:00.55  |
|                                   | |          | |          | |          |
| 50 м брассом                      | Роман Слуднов Омская область                                                                                   | 27.80    | Кирилл Стрельников Волгоградская область                                                                                       | 28.01    | Антон Лобанов Новосибирская область                                                                              | 28.10    |
| 100 м брассом                     | Роман Слуднов Омская область                                                                                   | 1:00.60  | Антон Лобанов Новосибирская область                                                                                            | 1:01.25  | Вячеслав Синькевич Омская обл. — Волгоградская обл.                                                              | 1:01.32  |
| 200 м брассом                     | Вячеслав Синькевич Омская обл. — Волгоградская обл.                                                            | 2:11.04  | Антон Лобанов Новосибирская область                                                                                            | 2:12.35  | Марат Амалтдинов Москва                                                                                          | 2:12.38  |
|                                   | |          | |          | |          |
| 50 м баттерфляем                  | Никита Коновалов Волгоградская обл. — Омская обл.                                                              | 23.32    | Евгений Коротышкин Москва | 23.95    | Роман Кайгородцев Волгоградская область Владислав Серый Санкт-Петербург                                          | 24.20    |
| 100 м баттерфляем                 | Евгений Коротышкин Москва                                                                                      | 52.07    | Николай Скворцов Калужская область                                                                                             | 53.08    | Никита Коновалов Волгоградская обл. — Омская обл.                                                                | 52.15    |
| 200 м баттерфляем                 | Николай Скворцов Калужская область                                                                             | 1:56.48  | Максим Ганихин Тюменская область                                                                                               | 1:59.49  | Александр Воробьёв Санкт-Петербург                                                                               | 1:59.73  |
|                                   | |          | |          | |          |
| 200 м комплексное плавание        | Александр Тихонов Москва                                                                                       | 2:00.70  | Иван Трофимов Пензенская область                                                                                               | 2:01.00  | Дмитрий Горбунов Пензенская область                                                                              | 2:01.12  |
| 400 м комплексное плавание        | Александр Тихонов Москва                                                                                       | 4:15.24  | Дмитрий Горбунов Пензенская область                                                                                            | 4:20.88  | Андрей Крылов Москва                                                                                             | 4:21.15  |
|                                   | |          | |          | |          |
| 4 х 100 м эстафета вольным стилем | Санкт-Петербург Андрей Гречин (49.16) Олег Тихобаев (49.66) Андрей Серый (49.64) Вячеслав Андрусенко (50.20)   | 3:18.66  | Волгоградская область Михаил Украинский (51.15) Денис Медведев (50.91) Андрей Ушаков (51.03) Никита Китаев (49.23)             | 3:22.32  | Москва Александр Селин (51.77) Борис Тиматков (51.52) Александр Тихонов (49.94) Дмитрий Ермаков (49.80)          | 3:23.03  |
| 4 х 200 м эстафета вольным стилем | Москва Александр Тихонов (1:49.85) Егор Дегтярёв (1:52.33) Павел Медвецкий (1:51.37) Дмитрий Ермаков (1:50.43) | 7:23.98  | Санкт-Петербург Евгений Айзетуллов (1:52.58) Иван Алексеев (1:51.27) Вячеслав Прудников (1:52.50) Константин Киселёв (1:52.59) | 7:28.94  | ХМАО-Югра Александр Шумайлов (1:53.66) Иван Иванчиков (1:55.49) Кирилл Фоменко (1:54.33) Максим Редков (1:52.96) | 7:36.44  |
| 4 х 100 м комплексная эстафета    | Санкт-Петербург Андрей Шабасов (56.23) Андрей Николаев (1:01.58) Владислав Серый (53.90) Андрей Гречин (48.58) | 3:40.29  | Москва Виталий Мельников (56.85) Станислав Лахтюхов (1:02.57) Евгений Коротышкин (51.70) Артём Лобузов (49.38)                 | 3:40.50  | Омская область Сергей Маков (57.01) Вячеслав Синькевич (1:00.08) Роман Рыбин (53.32) Денис Гаранин (50.52)       | 3:40.93  |

### Женщины
| Дистанция                         | Золото | Золото   | Серебро | Серебро  | Бронза | Бронза   |
| --------------------------------- | --- | -------- | --- | -------- | --- | -------- |
| 50 м вольным стилем               | Светлана Федулова Санкт-Петербург — Коми                                                                                  | 25.32    | Вероника Попова Санкт-Петербург                                                                                                   | 25.77    | Наталья Ловцова Самарская область                                                                                       | 25.83    |
| 100 м вольным стилем              | Вероника Попова Санкт-Петербург                                                                                           | 55.15    | Маргарита Нестерова Белгородская область                                                                                          | 55.91    | Наталья Ловцова Самарская область                                                                                       | 56.05    |
| 200 м вольным стилем              | Елена Соколова Москва | 1:58.81  | Вероника Попова Санкт-Петербург                                                                                                   | 1:58.99  | Мария Баклакова Пермский край                                                                                           | 2:00.36  |
| 400 м вольным стилем              | Елена Соколова Москва | 4:12.29  | Ранохон Аманова · Узбекистан | 4:15.88  | Елизавета Горшковаа Москва                                                                                              | 4:16.39  |
| 800 м вольным стилем              | Елена Соколова Москва | 8:36.44  | Елизавета Горшкова Москва | 8:44.48  | Екатерина Селивёрстова Москва                                                                                           | 8:49.78  |
| 1500 м вольным стилем             | Елизавета Горшкова Москва                                                                                                 | 16:41.43 | Анна Гусева Москва | 16:51.17 | Екатерина Селивёрстова Москва                                                                                           | 16:56.67 |
|                                   | |          | |          | |          |
| 50 на спине                       | Анастасия Зуева Пензенская область                                                                                        | 27.54    | Маргарита Нестерова Белгородская область                                                                                          | 29.21    | Дарья Устинова Свердловская область                                                                                     | 29.32    |
| 100 на спине                      | Анастасия Зуева Пензенская область                                                                                        | 58.97    | Ксения Москвина ЯНАО | 1:01.42  | Мария Громова Москва | 1:01.46  |
| 200 на спине                      | Анастасия Зуева Пензенская область                                                                                        | 2:06.59  | Мария Громова Москва | 2:11.11  | Юлия Ларина Пензенская область                                                                                          | 2:12.97  |
|                                   | |          | |          | |          |
| 50 м брассом                      | Юлия Ефимова Ростовская область                                                                                           | 30.15    | Дарья Деева Свердловская область                                                                                                  | 31.50    | Валентина Артемьева Новосибирская область                                                                               | 31.78    |
| 100 м брассом                     | Юлия Ефимова Ростовская область                                                                                           | 1:07.05  | Дарья Деева Свердловская область                                                                                                  | 1:07.22  | Анастасия Чаун Москва                                                                                                   | 1:08.74  |
| 200 м брассом                     | Анастасия Чаун Москва | 2:24.13  | Юлия Ефимова Ростовская область                                                                                                   | 2:24.45  | Ирина Новикова Москва                                                                                                   | 2:27.29  |
|                                   | |          | |          | |          |
| 50 м баттерфляем                  | Дарья Цветкова Алтайский край                                                                                             | 26.39    | Ирина Беспалова Архангельская обл. — С.-Петербург                                                                                 | 27.11    | Василиса Владыкина Омская область                                                                                       | 27.32    |
| 100 м баттерфляем                 | Ирина Беспалова Архангельская обл. — С.-Петербург                                                                         | 59.00    | Мария Уголькова Москва | 59.81    | Светлана Федулова Санкт-Петербург — Коми                                                                                | 1:00.61  |
| 200 м баттерфляем                 | Мария Новикова Волгоградская область                                                                                      | 2:13.55  | Ирина Беспалова Архангельская обл. — С.-Петербург                                                                                 | 2:13.79  | Софья Гутник Калужская область                                                                                          | 2:14.87  |
|                                   | |          | |          | |          |
| 200 м комплексное плавание        | Екатерина Андреева Владимирская область                                                                                   | 2:13.80  | Дарья Белякина Московская область                                                                                                 | 2:13.92  | Яна Мартынова Татарстан                                                                                                 | 2:14.91  |
| 400 м комплексное плавание        | Яна Мартынова Татарстан                                                                                                   | 4:38.69  | Дарья Белякина Московская область                                                                                                 | 4:45.24  | Кристина Красюкова Ростовская область                                                                                   | 4:47.39  |
|                                   | |          | |          | |          |
| 4 х 100 м эстафета вольным стилем | Москва Мария Уголькова (56.90) Мария Резникова (57.61) Кристина Пухова (57.79) Ксения Юськова (56.76)                     | 3:49.06  | Самарская область Ирина Щеглова (59.30) Алиса Труханович (58.47) Евгения Зубанова (58.11) Наталья Ловцова (56.39)                 | 3:52.27  | Московская область Анастасия Щербакова (59.01) Дарья Белова (59.21) Ирина Назарова (1:00.54) Дарья Белякина (55.43)     | 3:54.19  |
| 4 х 200 м эстафета вольным стилем | Москва Мария Уголькова (2:06.19) Екатерина Селивёрстова (2:04.46) Елизавета Королькова (2:05.57) Ксения Юськова (2:02.58) | 8:18.80  | Пермский край Екатерина Баклакова (2:05.94) Вера Красильникова (2:06.29) Александра Курбатова (1:07.62) Мария Баклакова (2:01.31) | 8:21.16  | Санкт-Петербург Ирина Шваева (2:06.32) Ксения Козюк (2:08.52) Регина Сыч (?) Валентина Запатрина (?)                    | 8:28.32  |
| 4 х 100 м комплексная эстафета    | Свердловская область Дарья Устинова (1:02.96) Дарья Деева (1:07.40) Алина Кашинская (1:00.76) Полина Киселёва (57.57)     | 4:08.69  | Москва Александра Папуша (1:04.79) Вера Калашникова (1:09.80) Мария Уголькова (1:00.33) Елена Соколова (55.38)                    | 4:10.30  | Санкт-Петербург Виктория Андреева (1:04.24) Светлана Федулова (1:12.18) Анна Полякова (1:00.94) Вероника Попова (54.50) | 4:11.86  |